# Thermoplasmataceae
En taxonomía, las Thermoplasmataceae son una familia dentro Thermoplasmatales. Contiene solamente un género, Thermoplasma.  Todas las especies son termoacidófilas, y crecen a una temperatura de 60 °C y pH 2.  Son aislados de fuentes hidrotermales, fumarolas y otras ambientes.

## Otras lecturas

### Libros científicos
- Reysenbach, A-L (2001). «Family I. Thermoplasmataceae fam. nov.».  En DR Boone; RW Castenholz, eds. Bergey's Manual of Systematic Bacteriology Volume 1: The Archaea and the deeply branching and phototrophic Bacteria (2nd edición). New York: Springer Verlag. p. 169. ISBN 978-0-387-98771-2.
- Reysenbach, A-L (2001). «Order I. Thermoplasmatales ord. nov.».  En DR Boone; RW Castenholz, eds. Bergey's Manual of Systematic Bacteriology Volume 1: The Archaea and the deeply branching and phototrophic Bacteria (2nd edición). New York: Springer Verlag. p. 169. ISBN 978-0-387-98771-2.

### Bases de datos científicos
- PubMed
- PubMed Central
- Google Scholar